# Защита «Pac-Man»
Защита Pac-Man (англ. Pac-Man defense) — защитная бизнес-стратегия, используемая для предотвращения враждебного поглощения. При такой стратегии компания, которой грозит враждебное поглощение, предпринимает усилия по поглощению своего потенциального покупателя. Название относится к видео игре Pac-Man, в которой игрока, бегущего по лабиринту, составленному из точек, сначала преследуют четыре призрака. Однако, съев точку, изображающую «Волшебную пилюлю», он получает возможность преследовать и пожирать призраков. Название стратегии придумал гуру выкупа Брюс Вассерстайн.

## Примеры
Одним из ярких примеров использования защиты Pac-Man в истории корпораций США является попытка враждебного поглощения компании «Мартин Мариетта» корпорацией «Bendix Corporation» в 1982 году. В ответ «Мартин Мариетта» начала скупку акций Bendix с целью установления контроля над этой компанией. Bendix убедил компанию «Allied Corporation» выступить в роли дружественного покупателя, и в том же году «Bendix Corporation» была продана компании «Allied Corporation».

### США
В 1984 году члены Комиссии по ценным бумагам и биржам США заявили, что защита «Pac-Man» была поводом для «серьезного беспокойства», но воздержались от одобрения любого федерального запрета на такую тактику. Они признали, что защита «Pac-Man» может принести пользу акционерам при определённых обстоятельствах, но подчеркнула, что руководство выкупаемой компании, прибегая к этой тактике, должно нести бремя доказывания того, что оно действует не только из-за своего желания остаться на своих должностях. Одна из проблем заключается в том, что деньги, потраченные на получение контроля над компанией-нарушителем, которая включает оплату услуг адвокатов и других специалистов, необходимых для обеспечения этой защиты, представляют собой значительные средства, которые в противном случае могли бы быть использованы непосредственно в бизнесе компании или для увеличения ее прибыли.
Ещё один случай применения защиты «Pac-Man» имел место в 1988 году, когда «American Brands», борясь с попыткой враждебного поглощения холдингом «E-II Holdings», предложили E-II выполнить покупку за наличный расчёт. В 2007 году британский горнодобывающий гигант «Rio Tinto PLC», отбиваясь от непрошеной заявки на поглощение в размере 131,57 млрд долларов от австралийского конкурента «BHP Billiton Limited», рассматривал возможность контрпредложения для BHP. В 2009 году «Cadbury plc» рассматривал возможность применения защиты «Pac-Man» при отсутствии новых предложений кроме агрессивного предложения «Kraft Foods».

### Германия
В Германии одним из ярких случаев применения защиты произошел с «Porsche» и «Volkswagen Group», когда «Porsche» под руководством Венделина Видекинга намеревалась произвести враждебное поглощение гораздо более крупной компании «Volkswagen Group», постепенно приобретая крупную долю в Volkswagen, в конечном итоге доведя свою долю до более чем 75 % в 2008 году. К октябрю 2008 года у «Porsche», который имел рекордную прибыльность, внезапно закончились деньги во время финансового кризиса 2007—2008 годов. Банки соглашались кредитовать Porsche на невыгодных для последнего условиях; фактически, банки стремились к немедленному возвращению прежних кредитов. Фердинанд Пиех, председатель правления Volkswagen и член совета директоров Porsche, который был внуком Фердинанда Порше, основателя Porsche и соучредителя компании Volkswagen, одолжил Porsche достаточно средств для покрытия долгов, и Volkswagen, который ранее попытался приобрести Porsche, стал, таким образом, дружественным покупателем. Сложившаяся ситуация была во многом связана с исторической близостью Volkswagen Group к Porsche и соперничеством между семьями Порше и Пиех (обе генеалогически восходят к Фердинанду Порше) за контроль над Porsche.